# Mõisaküla (Sõrve)
Koordinaten: 58° 7′ N, 22° 13′ O
Mõisaküla (deutsch Moisakülla) ist ein Ort auf der Halbinsel Sõrve im Süden der größten estnischen Insel Saaremaa. Bis 2017 war Mõisaküla ein eigenständiges Dorf (estnisch küla) in der Landgemeinde Salme (Salme vald) im Kreis Saare, dann wurde es bei der Bildung der neuen Landgemeinde Saaremaa ein Teil des Dorfes Kaugatoma.
Das Dorf hat fünf Einwohner (Stand 31. Dezember 2011).